# 不可耕地

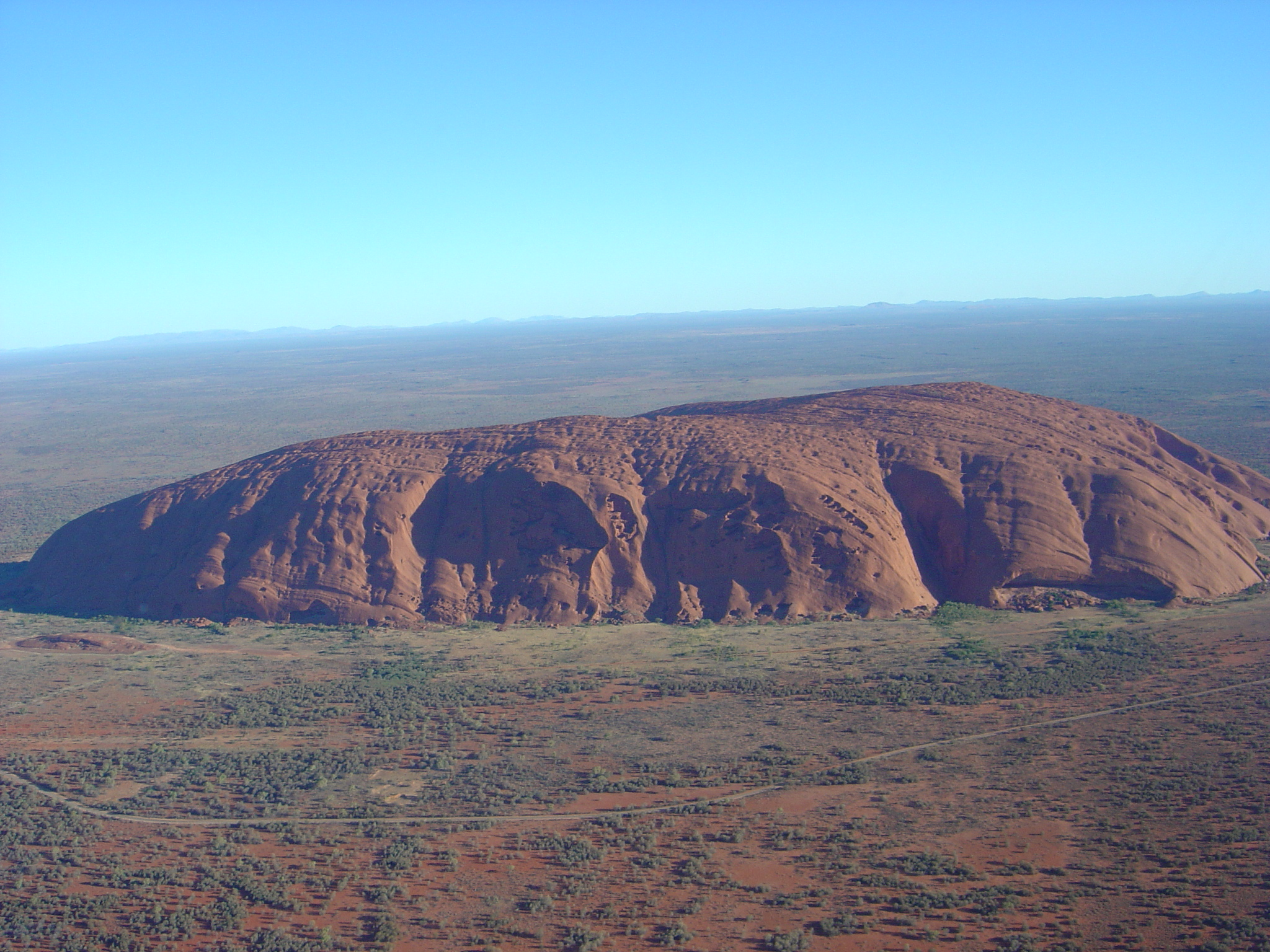
艾爾斯岩附近的不可耕地

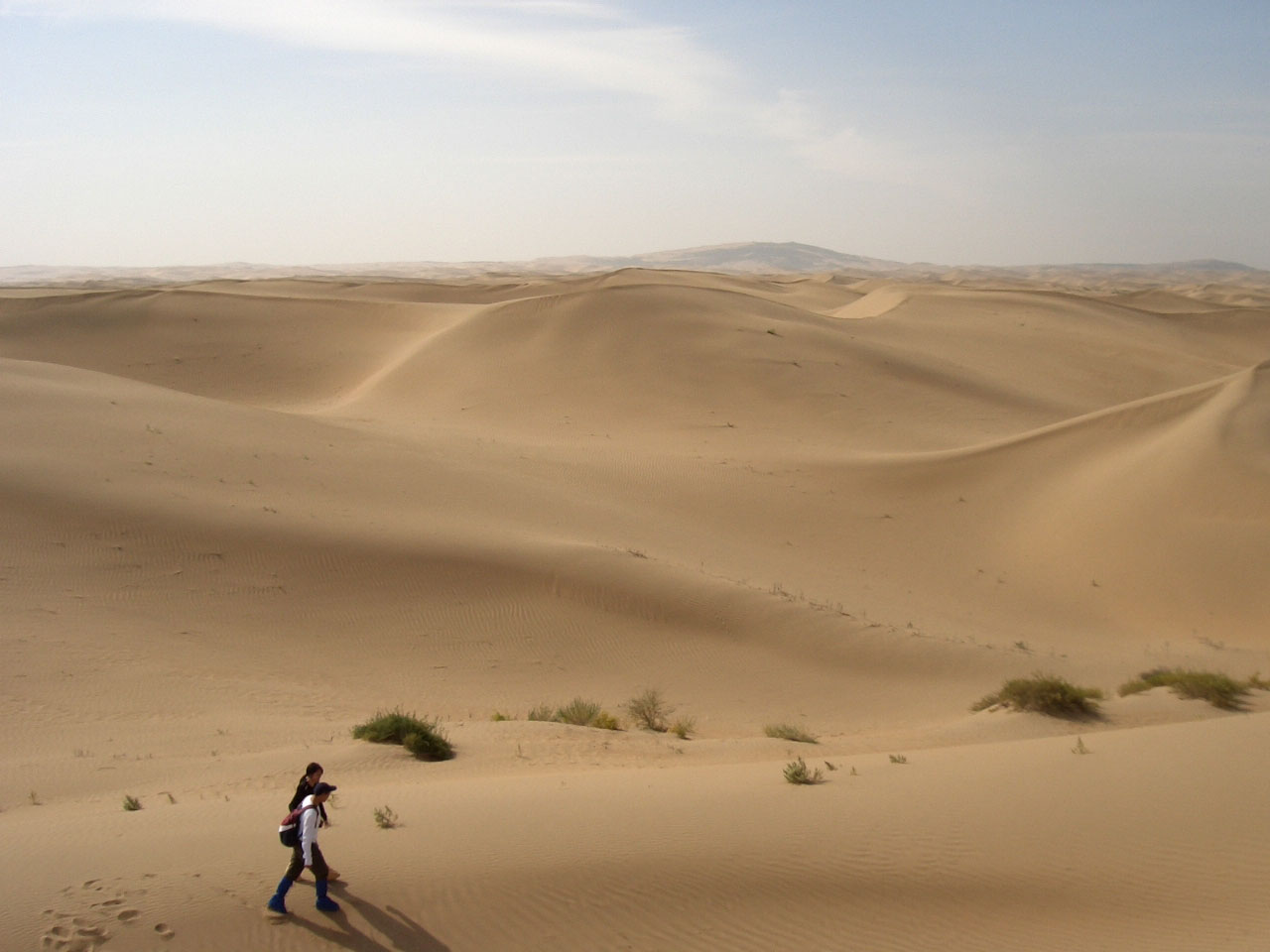
内蒙古的沙漠

不可耕地是指很多土地由於各種原因如过冷、过熱、过乾旱，过多雨雪、岩石，過於崎嶇、鹽鹼、污染或者少養分而不能耕作。過多的積雲可能造成莊稼缺乏足夠的阳光來進行光合作用。不可耕地上的居民往往從事進行游牧而且時常會發生饑荒。
然而不可耕地可以被轉成可耕地，增加食物生產並且減少飢荒的發生，另外因為減少食物的進口可以讓國家得自給自足和政治獨立。將不可耕地轉成可耕地往往涉及挖掘灌溉渠道、水井、輸水管、海水淡化廠、水耕、肥料、農藥、逆滲透處理器、用聚酯薄膜隔绝溫度、在沙漠中種植樹木提供遮蔭、挖掘溝渠或是土丘防風、在多雲或寒冷地區使用溫室提供光線與溫度。但是這些方法往往都相當昂貴。

## 不可耕地轉化為可耕地的例子
- 亞倫群島：位於愛爾蘭西岸（不是蘇格蘭克萊德灣的阿倫島）。島上因為岩石崎嶇不適合耕種，於是人們在將海裡的沙子和海草鋪在小島上以利耕種。
- 以色列：以色列的土地大部分都是沙漠。如今海岸邊興建的海水淡化廠會將海水中的鹽分脫去，製造耕種、飲用和洗滌用水。
- 刀耕火種農業利用草木灰中的養分，但這需要等待幾年使养分被土壤吸收。

## 可耕地轉化為不可耕地的例子
- 像是美國大蕭條時期發生的黑色風暴事件的乾旱會將農地颳成沙漠。
- 雨林開伐：熱帶雨林變成貧瘠土地。例如許多地區的游耕中的刀耕火種已經使得馬達加斯加的中央高原幾乎荒蕪（約10%的國土）。
- 羅馬人對迦太基的摧毀：在布匿戰爭末期，傳說獲得勝利的羅馬人在土地上撒鹽已表示完全勝利。這個羅馬試象徵代表迦太基永遠不會復興──他們的文明已經結束。（但這是否實際發生過則有待商榷。因為鹽在當時的價值非常得高甚至被當作貨幣使用，而摧毀整個迦太基區域會需要很多很多的鹽。詳見第三次布匿戰爭。）大部分的作物無法生長在高鹽度的土壤中。因此鹽水也不能用來灌溉作物。
- 每年都有耕地因為人類工業活動所造成的沙漠化與侵蝕作用而消失。不當的耕種灌溉方式會使得鈉、鈣和鎂等物質被水帶到土表進而造成土壤鹽鹼化。
- 城市擴展：美國自1992年至2002年共有8900平方公里的土地變成都市用地。
- 巴基斯坦旁遮普邦一部分农地因排水不良成为盬化沙漠。